# 小貓隊
小貓隊是1988年台灣中華電視台綜藝節目《青春大對抗》中的助理主持團體，初期成員為六位少女。《青春大對抗》改組並更名為《TV新秀爭霸戰》後，小貓隊隊員減為三人，成員為吳佩瑜、曹琳（曹蘭的小妹）、徐淑娟（後改名為徐若瑄）。小貓隊在當時與同為三人的小虎隊搭配演出。
小貓隊成立時間早於小虎隊，為《TV新秀爭霸戰》的節目主持團體。因節目效果及市場反應良好，製作團隊認為加入3個男助理主持可使畫面陰陽平衡，開麗創意組合就選中了吳奇隆、陳志朋、蘇有朋組成了小虎隊。而小虎隊表現出色、光芒蓋過了小貓隊，使得原先作為主角的小貓隊一直没能紅起來；而作為配角的小虎隊卻在節目後被飛碟唱片相中，發展得大紅大紫。

## 少女隊
1991年小虎隊短暫解散期間，因曹琳退出、王思涵加入，開麗創意組合推出了由吳珮瑜、徐淑娟（徐若瑄）及王思涵組成的青春少女團體少女隊。

## 成員現況
少女隊解散後，曹琳及吳珮瑜皆淡出演藝圈，僅徐若瑄逐漸走紅、成為當代一線女星。
曹琳現在的生活已經無人得知，曾與台灣名藝人黃子佼交往，後嫁作人婦。2004年，曹琳與曹蘭及大姊曹萱於中天綜合台《康熙來了》作為嘉賓同台。
吳佩瑜在2009年前後曾於東森購物台擔任購物專家（主持人）。
王思涵轉行當舞蹈老師，另經營「王思涵動態創意」公司，從事秀導工作。而她和徐若瑄至今還有連絡，20多年的姊妹情誼仍在。